# Varnița (okręg Prahova)
Varnița – wieś w Rumunii, w okręgu Prahova, w gminie Șirna. W 2011 roku liczyła 878 mieszkańców.